# 香東川
香東川（こうとうがわ）は、香川県中部を流れる香東川水系の本流で、二級河川。下流部では「郷東川」とも呼ばれる。

## 地理
香川県木田郡三木町大字奥山の讃岐山脈の高仙山に発し西に流れ、高松市塩江町安原下付近で北に向きを変える。高松市香川町川東上から讃岐平野に出て、高松市新北町と高松市郷東町の境界から瀬戸内海に注ぐ。
上流域は花崗岩から成り、河岸の岩が白く際立っている。支流の内場川には内場ダムがあり、治水と灌漑・生活用水を担う。香東川と内場川の合流点に塩江温泉があり、中流域では高松空港の東をかすめる。

## 歴史
江戸時代の初頭まで香東川は、現在の高松市香川町大野あたりで2つに分かれ、分流は現在の水路、本流は一宮から室山（紫雲山）の麓を通り、現在の高松市街地を北上して高松城の西側付近で海に注いでいた。高松市街地において本流の西側の堤は渋柿地蔵（高松市中野町）や法泉寺（高松市番町）付近、東側の堤は現在の田町商店街、南新町商店街付近にあり、ほぼ現在の中央通りに該当する。
当時の本流は、堆積した土砂で川底が浅くなり、雨が降る度に洪水を起こしていた為、1637年（寛永14年）、西嶋八兵衛により本流を当時の分流であった現在の水路に切り替えられた。切り替え後に残った本流の伏流水は栗林公園の庭づくりに利用された。

## 流域の自治体
香川県
木田郡三木町、高松市

## 主な支流
- 椛川
- 内場川（内場ダムを擁する）
- 西谷川

## 流域の観光地
- 虹の滝
- 塩江温泉
- 奥の湯温泉
- 一宮寺（四国八十八箇所第83番）
- 田村神社（讃岐国一宮）

## 並行する交通

### 道路
- 香川県道263号鹿庭奥山線
- 国道193号
- 香川県道44号円座香南線
- 香川県道176号檀紙鶴市線
- 香川県道269号塩江香川高松自転車道線（香東川自転車道）

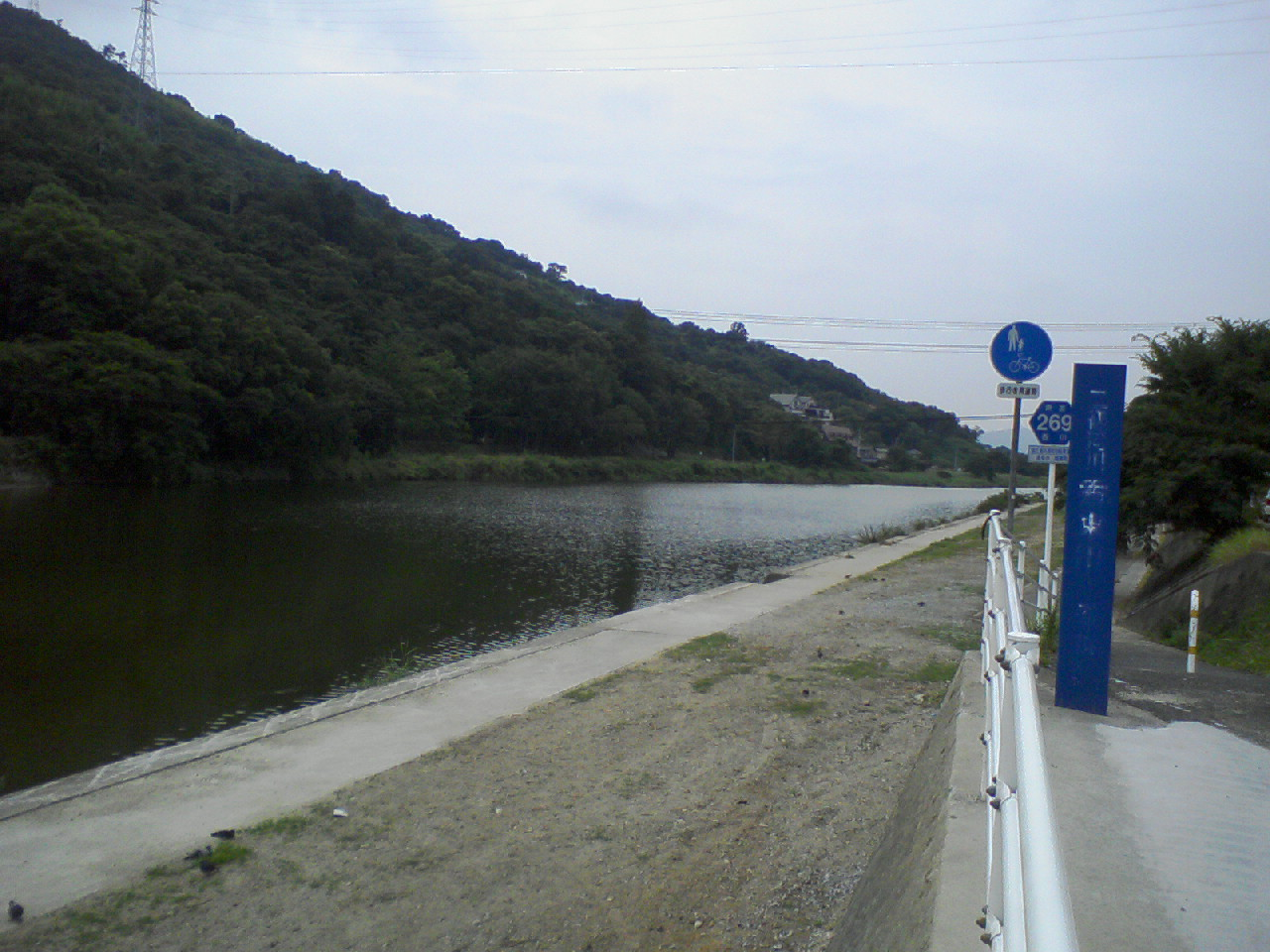
郷東橋より
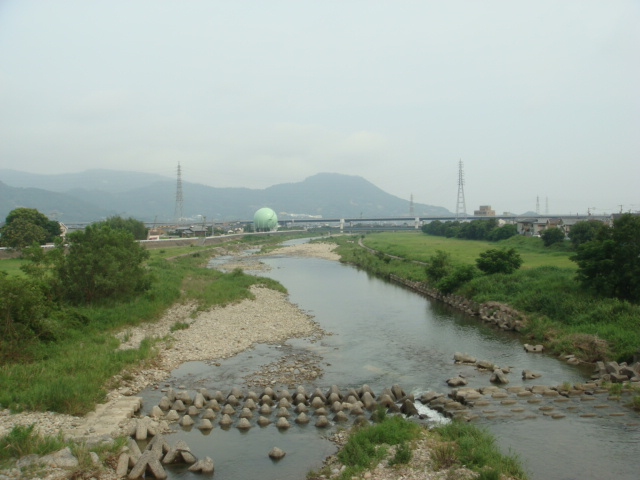
成合橋より